# András Attila
András Attila SJ (Székelyudvarhely, 1977. szeptember 18. –) jezsuita szerzetes, a rend magyarországi rendtartományának provinciálisa 2023. február 25-től. Elődje Vízi Elemér SJ volt. A jezsuiták neve után szereplő SJ a rend latin nevének kezdőbetűit (Societas Jesu), a jezsuita rendhez való tartozást jelzi.

## Élete
1996-ban lépett be a Jézus Társaságába. A szegedi noviciátus és fogadalomtétel után fél évet Budapesten töltött az úgynevezett juniorátusban, ahol német nyelvet tanult. Filozófiai tanulmányait a jezsuiták müncheni főiskoláján végezte, gyakorlati éveit pedig Miskolcon, a Fényi Gyula Jezsuita Gimnázium és Kollégiumban töltötte 2001–2003 között, majd két évig Tajvanon a kínai nyelv és kultúra megismerésével foglalkozott, és a helyi Fuzsen Katolikus Egyetemen tanult. A teológiát a londoni Heythrop College-ban végezte, itt szentelték diakónussá 2009-ben. 
2010. szeptember 18-án Miskolcon az Isteni Ige jezsuita plébániatemplomban szentelte pappá Ternyák Csaba egri érsek. 2011-től a miskolci közösség elöljárójaként, valamint a Fényi Gyula Jezsuita Gimnázium és Kollégium iskolalelkészeként teljesített szolgálatot. Jezsuita képzését Írországban fejezte be az úgynevezett harmadik probációval. 2015. április 7-én tett örökfogadalmat Budapesten.
2017-től a rendtartomány ökonómusa, vagyis gazdasági felelőse, illetve 2019 nyarától a dobogókői Godó Mihály rendház tagja volt. Arturo Sosa SJ, a Jézus Társasága általános elöljárója 2023. február 25-től a Jézus Társasága Magyarországi Rendtartományának provinciálisává, azaz vezetőjévé nevezte ki.